# 高津祐一
高津 祐一（たかつ ゆういち、1960年8月9日 - ）は、日本の実業家。株式会社ログノート代表取締役社長、ネットラピュタ株式会社取締役会長。

## 来歴
明治大学商学部出身
1983年4月　株式会社リクルート入社

1985年3月　株式会社ラディク設立、代表取締役就任

1998年10月　発案者（創業者）である株式会社ウェブマネー代表取締役社長就任

2005年6月　株式会社ウェブマネー相談役就任

2008年3月　ネットラピュタ株式会社会長就任（現）

2014年2月　株式会社ログノート代表取締役社長就任（現）
2016年9月　株式会社ブシロード　非常勤監査役就任
2020年4月　株式会社ボーンデジタル　非常勤社外取締役就任（現）

### 趣味
キックボクシング

## [1]出典
1. ↑  “WebMoney”. WebMoneyインタビュー. 2023年6月18日閲覧。